# Ricardo Ferreira
Ricardo José Araújo Ferreira (ur. 25 listopada 1992 w Mississauga) – portugalsko-kanadyjski piłkarz występujący na pozycji środkowego obrońcy, reprezentant kraju.